# Вирове
Вирове (болг. Вирове) — село в Болгарии. Находится в Монтанской области, входит в общину Монтана. Население составляет 404 человека.

## Политическая ситуация
В местном кметстве Вирове, в состав которого входит Вирове, должность кмета (старосты) исполняет Валентин Младенов Колов (Граждане за европейское развитие Болгарии (ГЕРБ)) по результатам выборов.
Кмет (мэр) общины Монтана — Златко Софрониев Живков (независимый) по результатам выборов.